# شهرستان المنار
ناحیهٔ المنار (به عربی: مدیریة المنار) یک ناحیه در یمن است که در استان ذمار واقع شده‌است.

## خصوصیات
ناحیهٔ المنار ۴۹٬۳۹۰ نفر جمعیت دارد.